# Fredrika Runeberg
Fredrika Charlotta Runeberg, född Tengström den 2 september 1807 i Jakobstad, död 27 maj 1879 i Helsingfors, var en finlandssvensk författare.

## Biografi
Fredrika Tengström var dotter till Carl Fredrik Tengström och Anna Margaretha Bergbom och hade tre systrar och fyra bröder. Hon lärde sig läsa då hon var fem år. Fredrika Tengström gick i småskola tills hon var sju och sedan i Salmbergska flickpensionen i Åbo, där hon lärde sig tyska, franska och engelska. Hon fick under flera år hemundervisning av sin bror Karl i biblisk historia och tysk grammatik.
Fredrika Runeberg var gift med sin syssling Johan Ludvig Runeberg och den 17 maj 1837 flyttade paret från Helsingfors till Borgå. Fredrika Runeberg var mor till Anna Carolina (1832–1833), Ludvig Mikael (1835– ), Lorenzo (1836– ), Walter Magnus Runeberg (1838–1920), Johan Wilhelm (1843– ), Jakob Robert (1846–1919), Edvard Moritz (1848– ) och Fredrik Karl. Fredrika var brorsdotter till Jacob Tengström.
Fredrika Runeberg anses vara Finlands första kvinnliga journalist och den första kvinnliga författaren som kritiskt analyserat kvinnans ställning i hem och samhälle. Hon deltog i redaktionsarbetet för Helsingfors Morgonbladet 1833–1836, där hon publicerade egna stycken, översatte artiklar från andra språk och svarade för korrekturläsningen. Därmed blev hon Finlands första kvinnliga tidningsredaktör.
Fredrika Runeberg skrev 1843 historieromanen Fru Catharina Boije och hennes döttrar, men den fick vila i författarens gråa sypåse ända tills den utkom 1858, då hon befarade att det skulle uppfattas som okvinnligt att ställa frågor som: Hur ska kvinnor bäst kunna förverkliga sig själva? Hur ser det goda äktenskapet ut? Romanen översattes till finska och tyska. Hon medarbetade tidigt i pressen, men författarskapet fick anstå till förmån för hennes plikter som hustru och mor till åtta barn.
Ändå utgavs Teckningar och drömmar 1861, som är ett urval prosastycken. Hon hjälpte sin make i hans arbete som redaktör genom att översätta utländsk litteratur och skriva små berättelser och efter hans död redigerade hon hans efterlämnade skrifter.
Fredrika Runeberg är även bekant för sina samhällsinsatser. Hon grundade 1845 finsk läseförening för att Borgåfruarnas kunskapsnivå skulle höjas och hon var 1846 med om att starta fruntimmersföreningen som motarbetade nöden och skapade arbete för de fattigaste kvinnorna i Borgå. Samma år deltog hon i grundandet av en skola för medellösa flickor i staden.
År 1852 flyttade familjen in i ett hus med stor trädgård, där Fredrika Runeberg odlade nyttoväxter och rosor. Hon tillhörde krukväxtodlarpionjärerna och flera av hennes sticklingar lever ännu.
Romanen "Sigrid Liljeholm" kom ut 1862, men fick förkrossande kritik och därefter slutade Fredrika Runeberg att skriva romaner. I slutet av 1860-talet och början av 1870-talet skrev hon självbiografin Min pennas saga, som handlar om författarskapet och de litterära ambitionerna. Den utgavs postumt 1946.
Fredrika Runeberg avled 1879 och jordfästes invid sin make Johan Ludvig Runeberg. Fredrika Runeberg var även nära vän med författaren Anette Reuterskiöld.

### Eftermäle
Familjens hem i Borgå är numera museum och museikaféet Fredrikastugan på Gamla malmen i Pargas är uppkallad efter henne.
På initiativ av litteraturhistorikern Karin Allardt Ekelund instiftades Fredrika Runeberg-stipendiet år 1986 till minne av Fredrika Runeberg. Det utdelas årligen till förtjänta personer som arbetar i Fredrika Runebergs anda.